# Le Mesnil-Hardray
 Le Mesnil-Hardray  là một xã thuộc tỉnh Eure trong vùng Normandie miền bắc nước Pháp.